# Le Cœur de Paris
Pour plus de détails, voir Fiche technique et Distribution.
Le Cœur de Paris est un film français réalisé par Jean Benoît-Lévy et Marie Epstein, sorti en 1932.

## Fiche technique
- Titre : Le Cœur de Paris
- Réalisation : Jean Benoît-Lévy et Marie Epstein
- Scénario : Jean Benoît-Lévy, Marie Epstein et Charles-Félix Tavano
- Photographie : René Guichard
- Décors : Hugues Laurent
- Musique : Édouard Flament
- Pays d'origine :  France
- Format : Noir et blanc - Son mono - 1,20:1
- Genre : Mélodrame
- Durée : 93 minutes
- Date de sortie : France, 1er juillet 1932

## Distribution
- Simone Mareuil : Jeannette Durand
- Blanche Beaume : Mme Durand
- Jimmy Gaillard : le jeune Tutur
- Léon Roger-Maxime : Gustave
- Pierre Finaly : Mr Wood-Trafinsky
- Albert Broquin
- Paul Velsa